# Vigilante (jeu vidéo)
Pour les articles homonymes, voir Vigilante.
Vigilante est un beat them all développé par Irem, sorti en 1988 sur borne d'arcade. Il fait suite à Kung-Fu Master, un jeu du même développeur sorti en 1984, dont il reprend le gameplay dans ses grandes lignes.

## Scénario
Dans un monde où la violence est omniprésente les groupes d'autodéfense font le travail que la police n'est pas en mesure d'assurer. Le héros, membre d'un de ces groupes, décide d'aller délivrer sa petite amie Madonna enlevée par un gang de skinheads et de faire justice lui-même.

## Système de jeu
Vigilante reprend les bases de Kung-Fu Master, c'est-à-dire que l'action se déroule sur un unique plan et que le joueur ne peut se déplacer que sur l'axe horizontal. Les ennemis arrivent par petits groupes soit par la droite, soit par la gauche et pour s'en défaire il existe deux attaques possibles: le coup de poing et le coup de pied. Ces deux attaques peuvent être effectuées debout, baissé ou lors de sauts. Il est également possible de ramasser des nunchakus à certains moments du jeu pour éliminer plus rapidement ses adversaires. Chaque niveau s'achève par un boss difficile à battre dont la barre de vie se régénère au fil du temps.
L'interface est également très proche de celle de Kung-Fu Master, les barres de vie du héros et des boss sont au même endroit et le compteur de temps est toujours présent. Certains ennemis ont aussi un comportement hérité de ce jeu et viennent agripper le joueur jusqu’à ce qu'il meure. Le mode à deux joueurs conserve également le même système d'alternance et ne permet donc pas de jouer en simultané. Enfin on constate que les difficultés que doit surmonter le joueur (ne pas se laisser déborder, réagir rapidement) sont sensiblement les mêmes entre ces deux titres.

## Conversions
Populaire, le jeu fut converti en 1989 sur de nombreux supports, aussi bien sur consoles que sur micro-ordinateurs : PC-Engine, Master System, Amiga, Atari ST, Amstrad CPC, Commodore 64, ZX Spectrum. Une version MSX a également été commercialisée en Corée du Sud.